# Embeth Davidtz
Embeth Jean Davidtz (Lafayette, 11 de agosto de 1965) é uma atriz norte-americana, de origem sul-africana.

## Biografia

### Primeiros anos
Davidtz nasceu em Lafayette, Indiana, enquanto seu pai, John, estudava engenharia química na Universidade Purdue. Posteriormente mudou-se para Trenton, Nova Jérsei, e depois para a África do Sul, terra natal de seus pais, quando tinha nove anos de idade. Davidtz, que é de ascendência inglesa, teve de aprender o africâner antes de começar a frequentar a escola no país africano, onde seu pai assumiu um cargo lecionando a Universidade de Potchefstroom. Formou-se na Glen High School, de Pretória, em 1983, e graduou-se em literatura e drama inglês pela Universidade de Rhodes, em Grahamstown.

### Primeiros papeis
Davidtz fez sua estreia como atriz profissional aos 21 anos na Cidade do Cabo, no papel de Julieta, numa produção teatral de Romeu e Julieta, de Shakespeare no Maynardville Open-Air Theatre. Atuando tanto em inglês quanto em africâner, a atriz logo participou de outras peças locais, incluindo Stille Nag e A Chain of Voices, pelas quais foi indicada para o equivalente sul-africano do Tony Award. 
Sua estreia no cinema veio em 1988, quando estrelou o filme de terror americano filmado na África do Sul, Mutator, e pouco tempo depois conquistou um papel de destaque no politicamente polêmico filme para a televisão A Private Life, onde interpretou a filha de um casal interracial. Obteve uma indicação ao equivalente sul-africano do Óscar ao interpretar uma vítima de estupro que se torna surda e muda no thriller psicologicamente intenso em africâner Nag van die 19de ("Noite do dia 19"), em 1992.

### Carreira em Hollywood
Davidtz mudou-se para Los Angeles em 1992 e no mesmo ano conseguiu um papel em seu primeiro filme americano, Army of Darkness, de Sam Raimi. Logo em seguida apareceu em dois projetos para o canal de televisão NBC, o filme feito especialmente para a TV Till Death Do Us Part, e a minissérie Deadly Matrimony. Também apareceu no curta-metragem Oh, What A Day, de Laura Ziskin, ao lado de Viggo Mortensen. O diretor Steven Spielberg a viu em Deadly Matrimony e a incluiu no elenco de Schindler's List (br / pt: A Lista de Schindler) no papel de Helen Hirsch, a empregada judia.
Davidtz teve um papel central de destaque no filme baseado em fatos reais Murder in the First (1995), e logo em seguida na produção Feast of July, de Merchant Ivory (também em 1995). Em Matilda (1996), um longa-metragem baseado na obra infantil de Roald Dahl, atuou como a srta. Honey, professora da personagem-título.
Em 1998 Davidtz interpretou uma teóloga que ajuda Denzel Washington a desvendar uma onda sobrenatural de crimes no drama de mistério Fallen, e uma femme fatale envolvida com Kenneth Branagh na versão de Robert Altman de um texto até então não utilizado de John Grisham, The Gingerbread Man. No ano seguinte Davidtz desempenhou o papel de uma sofisticada mulher do século XIX na versão de Patricia Rozema da comédia Mansfield Park, de Jane Austen, e um papel duplo na fábula futurística Bicentennial Man (br: O Homem Bicentenário).
Um papel coadjuvante na adaptação para o cinema de Bridget Jones' Diary (br / pt: O Diário de Bridget Jones, de 2001) foi a primeira vez em que Davidtz pôde interpretar uma vilã. Naquele ano começou a participar da série Citizen Baines, da CBS, interpretando a filha de um candidato derrotado ao Senado dos Estados Unidos (James Cromwell) que decide também iniciar uma carreira na política. Outros papeis do período incluíram dramas de época como Wayward Son, de 1999, e Secret Passage, de 2001, além de suspenses de terror como Thir13en Ghosts, de 2001. No ano seguinte participou do drama The Emperor's Club, de Michael Hoffman, onde atuou ao lado de Kevin Kline e Emile Hirsch.
Em Junebug, de 2005, Davidtz interpretou uma negociante de arte de Chicago que é levada à Carolina do Norte por seu marido (Alessandro Nivola) para conhecer sua família pela primeira vez. Davidtz também fez participações especiais na série de sucesso da ABC, Grey's Anatomy, como a irmã do dr. Derek Shepherd, Nancy, no episódio "Let the Angels Commit", da terceira temporada. Em 2008 iniciou um papel regular na série In Treatment, da HBO, como Amy, uma das metades de um casal em ruptura, ao lado de Jake (Josh Charles). Também interpretou a esposa infiel de Anthony Hopkins no drama Fracture, de 2007.

### Vida pessoal
Davidtz se casou com o advogado da área de entretenimento Jason Sloane em 22 de junho de 2002. Têm dois filhos, Charlotte Emily (2002) e Asher Dylan (2005). Anteriormente, Davidtz manteve relacionamentos amorosos com Harvey Keitel e Ben Chaplin.

## Carreira
| Ano        | Título                            | Papel                        | Obs.                                    |
| ---------- | --------------------------------- | ---------------------------- | --------------------------------------- |
| 1989       | A Private Life                    |                              | TV                                      |
| 1990       | Sweet Murder                      |                              |                                         |
| 1992       | Till Death Us Do Part             |                              | TV                                      |
| 1992       | Nag van die 19de                  |                              |                                         |
| 1992       | Deadly Matrimony                  |                              | TV                                      |
| 1993       | Army of Darkness                  | Sheila                       |                                         |
| 1993       | Schindler's List                  | Helen Hirsch                 |                                         |
| 1995       | Feast of July                     | Bella Ford                   |                                         |
| 1995       | Murder in the First               | Mary McCasslin               |                                         |
| 1996       | Matilda                           | Jennifer 'Jenny' Honey       |                                         |
| 1997       | The Garden of Redemption          |                              | TV                                      |
| 1998       | Last Rites                        |                              | TV                                      |
| 1998       | Fallen                            | Gretta Milano                |                                         |
| 1998       | The Gingerbread Man               | Mallory Doss                 |                                         |
| 1999       | Simon Magus                       |                              | Também conhecido como Simon le Magicien |
| 1999       | Mansfield Park                    | Mary Crawford                |                                         |
| 1999       | Bicentennial Man                  | Amanda Martin/Portia Charney |                                         |
| 2001       | O Diário de Bridget Jones         | Natasha                      |                                         |
| 2001       | The Hole                          | Dr. Philippa Horwood         | Também conhecido como After the Hole    |
| 2001       | Thir13en Ghosts                   | Kalina Oretzia               |                                         |
| 2002       | Shackleton                        | Rosalind Chetwynd            | TV                                      |
| 2002       | The Emperor's Club                | Elizabeth                    |                                         |
| 2004       | Scrubs                            | Maddie                       | TV - episódio "My Tormented Mentor"     |
| 2005       | Junebug                           | Madeleine                    |                                         |
| 2007       | Fracture                          | Jennifer Crawford            |                                         |
| 2009       | Winged Creatures                  | Jan Laraby                   |                                         |
| 2009       | Mad Men                           | Rebecca Pryce                | TV                                      |
| 2009       | Californication                   | Felicia Koons                | TV                                      |
| 2010       | 3 Backyards                       | Atriz                        |                                         |
| 2011       | The Girl with the Dragon Tattoo   | Annika Blomkvist             |                                         |
| 2012       | The Amazing Spider-Man            | Mary Parker                  |                                         |
| 2013       | Paranoia                          | Dr. Judith Bolton            |                                         |
| 2013       | Europa Report                     | Dr. Samantha Unger           |                                         |
| 2013       | Miracle Rising: South Africa      | Ela mesma                    |                                         |
| 2014       | The Amazing Spider-Man 2          | Mary Parker                  |                                         |
| 2015       | The Secret Life of Marilyn Monroe | Natasha Lytess               | TV                                      |
| 2016       | Ray Donovan                       | Sonia Kovitzky               | TV                                      |
| 2006, 2019 | Grey's Anatomy                    | Nancy Shepherd               | TV                                      |
| 2019       | The Morning Show                  | Paige Kessler                | TV                                      |
| 2023       | Retribution                       | Heather Turner               |                                         |